# Ban Houayxay
Ban Houayxay är en provinshuvudstad i Laos.   Den ligger i provinsen Bokeo, i den nordvästra delen av landet, 300 km nordväst om huvudstaden Vientiane. Ban Houayxay ligger 387 meter över havet och antalet invånare är 12 500.
Terrängen runt Ban Houayxay är kuperad åt nordväst, men åt sydost är den platt. Runt Ban Houayxay är det ganska tätbefolkat, med 67 invånare per kvadratkilometer. Närmaste större samhälle är Ban Houakhoua, 5,4 km sydost om Ban Houayxay. Omgivningarna runt Ban Houayxay är en mosaik av jordbruksmark och naturlig växtlighet.